# Boala (Guiaro)
Pour les articles homonymes, voir Boala.
Boala est une commune rurale située dans le département de Guiaro de la province du Nahouri dans la région du Centre-Sud au Burkina Faso.

## Géographie
Boala est situé à 6 km au Nord-Est de Guiaro.

## Santé et éducation
Boala accueille un centre de santé et de promotion sociale (CSPS).